# Nitroděložní tělísko

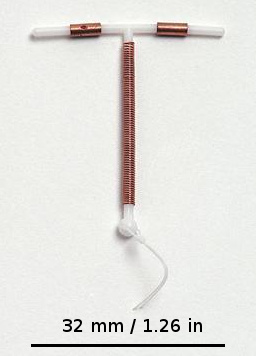
Měděné nitroděložní tělísko

Nitroděložní tělísko je malé antikoncepční tělísko, často ve tvaru písmene T, které se zavádí do dělohy k zabránění otěhotnění. Nitroděložní tělíska jsou jednou z forem dlouhodobé reverzibilní antikoncepce. Mezi antikoncepčními metodami vedou nitroděložní tělíska spolu s dalšími antikoncepčními implantáty k největší spokojenosti uživatelek.
Nitroděložní tělíska jsou bezpečná a účinná u dospívajících i u žen, které dosud neměly děti. Po vyjmutí nitroděložního tělíska se i po dlouhodobém užívání plodnost rychle vrací k normálu. Měděná tělíska mají během prvního roku používání míru selhání přibližně 0,8 %, zatímco hormonální (levonorgestrelová) tělíska přibližně 0,2 %. Pro srovnání, u mužské sterilizace je míra selhání přibližně 0,15 % a u mužských kondomů 15 %. Měděné nitroděložní tělísko lze také použít jako nouzovou antikoncepci do pěti dnů po nechráněném pohlavním styku.
Ačkoli měděné nitroděložní tělísko může zesílit menstruační krvácení a způsobit bolestivé křeče, hormonální nitroděložní tělísko může menstruační krvácení zeslabit nebo menstruaci zcela potlačit. Ženy však mohou mít každodenní špinění po dobu několika měsíců a může trvat až tři měsíce, než se krvácení zeslabí o 90 %. Křeče lze léčit pomocí nesteroidních antiflogistik. Mezi možné závažnější komplikace patří vypuzení tělíska (2–5 %) a vzácně perforace dělohy (v méně než 0,7 %). Nitroděložní tělíska nemají vliv na kojení a mohou být zavedena ihned po porodu. Lze je použít i bezprostředně po interrupci.
Míra používání nitroděložních tělísek se ve Spojených státech zvýšila z 0,8 % v roce 1995 na 7,2 % v letech 2006 až 2014. Nitroděložní tělíska se jako antikoncepce používají od 19. století. Předchozí model známý jako Dalkonův štít byl spojen se zvýšeným rizikem hlubokého pánevního zánětu. Současné modely však u žen, které v době zavedení netrpí sexuálně přenosnou infekcí, nemají na riziko hlubokého pánevního zánětu vliv.

## Mechanismus
Nitroděložní tělíska fungují především tak, že zabraňují oplodnění. Progestagen uvolňovaný z hormonálních nitroděložních tělísek působí především tím způsobem, že zahušťuje hlen děložního hrdla a brání tak spermiím v přístupu do vejcovodů. Nitroděložní tělíska mohou fungovat také tak, že zabraňují ovulaci, ale k tomu dochází pouze částečně.
Měděná nitroděložní tělíska neobsahují žádné hormony, ale uvolňují měďnaté ionty, které jsou pro spermie toxické. Zároveň způsobují, že děloha a vejcovody produkují tekutinu s obsahem bílých krvinek, měďnatých iontů, enzymů a prostaglandinů, která je pro spermie také toxická.

## Typy
Dostupné typy nitroděložních tělísek a jejich názvy se liší podle lokality. V Evropě jsou dostupné především dva typy:
- Nehormonální: měděná nitroděložní tělíska
- Hormonální: Nitroděložní tělíska uvolňující progestagen

### Nehormonální

#### Měděná
Většina měděných nitroděložních tělísek má rám ve tvaru písmene T, který je omotán čistě elektrolytickým měděným drátem a/nebo má měděné límce (objímky). Ramena drží nitroděložní tělísko na místě v horní části dělohy. U měděných nitroděložních tělísek se míra selhání v prvním roce pohybuje od 0,1 do 2,2 %. Působí tak, že poškozují spermie a narušují jejich pohyblivost, takže nejsou schopny se spojit s vajíčkem. Konkrétně měď působí v děloze jako spermicid, protože zvyšuje hladinu měďnatých iontů, prostaglandinů a bílých krvinek v tekutinách dělohy a vejcovodů. Zvýšené množství měďnatých iontů v hlenu děložního čípku tlumí pohyblivost a životaschopnost spermií a brání jim v průchodu cervikálním hlenem a nebo je při průchodu ničí. Měď může také měnit výstelku děložní sliznice, ale studie ukazují, že tato změna sice může zabránit uhnízdění oplodněného vajíčka („blastocysty“), ale nemůže narušit již uhnízděné vajíčko.
Mezi výhody měděného nitroděložního tělíska patří možnost jeho využití jako nouzové antikoncepce až pět dní po nechráněném pohlavním styku. Jedná se o nejúčinnější dostupnou formu nouzové antikoncepce. Působí tak, že zabraňuje oplodnění nebo zahnízdění, ale nemá vliv na již zahnízděná embrya. Neobsahuje žádné hormony, takže jej lze používat i během kojení a po vyjmutí se plodnost rychle vrací. Měděná nitroděložní tělíska mají také delší životnost a ve srovnání s hormonálními nitroděložními tělísky jsou k dispozici v širší škále velikostí a tvarů. Mezi nevýhody patří možná silnější menstruace a bolestivější menstruační křeče.
Existují také nitroděložní tělíska obsahující zlato nebo stříbro. Mezi další tvary nitroděložních tělísek patří nitroděložní tělíska ve tvaru U a bezrámová nitroděložní tělíska, která obsahují několik dutých válcovitých měděných kuliček. Tyto se na místě udržují pomocí stehu (uzlu) na dně dělohy. Rámové měděné nitroděložní tělísko s názvem IUB SCu300 se po zavedení svine a vytvoří trojrozměrný kulovitý tvar. Jeho základem je jádro ze slitiny niklu a titanu s tvarovou pamětí. Kromě měděných nitroděložních tělísek, tělísek z ušlechtilých kovů a tělísek s progestagenem jsou v Číně k dispozici měděná nitroděložní tělíska s indometacinem. Tato nehormonální látka snižuje intenzitu menstruačního krvácení a taková tělíska jsou proto oblíbená.

#### Inertní
Inertní nitroděložní tělíska nemají bioaktivní složku. Jsou vyrobena z inertních materiálů, jako je nerezová ocel (např. nerezový pružný kroužek z ocelových cívek, který lze deformovat a zavést tak přes děložní čípek) nebo plast (např. Lippesova smyčka, kterou lze zavést přes děložní čípek v kanyle a v děloze pak zaujme lichoběžníkový tvar). Jsou méně účinná než měděná nebo hormonální nitroděložní tělíska a mají podobné vedlejší účinky jako měděná nitroděložní tělíska. Fungují především na vyvolání lokální reakce na cizí těleso, která způsobí, že děložní prostředí je nepřátelské jak pro spermie, tak pro zahnízdění embrya. Ve srovnání s měděnými nebo hormonálními nitroděložními tělísky mohou mít vyšší míru prevence otěhotnění po oplodnění namísto před oplodněním.
Inertní nitroděložní tělíska zatím nejsou schválena pro použití ve Spojených státech, Velké Británii ani Kanadě. V Číně, kde jsou nitroděložní tělíska nejrozšířenější formou antikoncepce, nahradila v roce 1993 výrobu inertních tělísek výroba měděných nitroděložních tělísek. V roce 2008 však nejčastěji používaným nitroděložním tělískem u imigrantů, kteří přicházeli na kanadské kliniky za účelem odstranění nitroděložního tělíska zavedeného v Číně, bylo stále inertní. Protože inertní tělísko nemá vlákno pro vyjmutí, může být vyjmutí v zemích kde se tato tělíska nepoužívají problematické.

### Hormonální
Hormonální nitroděložní tělíska fungují tak, že uvolňují malé množství progestinu levonorgestrelu. Jednotlivé typy se liší velikostí, množstvím uvolňovaného levonorgestrelu a maximální dobou užívání. Hlavním mechanismem účinku je vytvoření takového prostředí uvnitř dělohy, které je pro spermie neobyvatelné. Mohou také ztenčit sliznici děložní sliznici a tím narušit případné zahnízdění embrya, ale k tomuto běžně nedochází. Protože ztenčují děložní sliznici, mohou také zeslabit nebo dokonce zastavit menstruačnímu krvácení. V důsledku toho se používají k léčbě menoragie (silného menstruačního krvácení), ale pouze v případech kdy byly vyloučeny její patologické příčiny (např. polypy děložní sliznice). Progestin uvolňovaný hormonálními nitroděložními tělísky působí především lokálně; používání Mireny vede k mnohem nižším hladinám progestinu v systému než v případě jiných antikoncepčních přípravků s velmi nízkou dávkou progestagenu.